# Miedwieże
Miedwieże (ukr. Велика Ведмежка) – wieś na Ukrainie, w obwodzie wołyńskim w rejonie kamieńskim. Liczy 311 mieszkańców
W latach 1921–1931 istniała gmina Miedwieże.
Do 2020 w rejonie maniewickim.